# نیکلاس کلدور
{{Infobox economist
```
|school_tradition=
اقتصاد پس از کینزی
|image=Nicholas Kaldor.jpg

|name=The Lord Kaldor|birth_date=
۱۲ مهٔ ۱۹۰۸
|birth_place=
بوداپست
، 
مجارستان
|death_date=
۳۰ سپتامبر ۱۹۸۶ (۷۸
 
سال)
|death_place=
پاپ ورث اورارد
، 
کمبریج شایر
، 
انگلیس
|nationality=بریتانیای کبیر|field=
اقتصاد سیاسی
|doctoral_advisors=
آلین ابوت جوان
لیونل رابینز
|doctoral_students=
فرانک هان
|influences=
جان مینارد کینز
، 
گونار میردال
|influenced=
Joan Robinson
, 
Tony Thirlwall
, 
Manmohan Singh
, 
Daniele Archibugi
, 
Ha-Joon Chang
|contributions=
کارایی کالدور-هیکس
قوانین رشد کالدور
علیت تجمعی دایره ای
```

}}
نیکلاس کالدور، بارون کالدور (انگلیسی: Nicholas Kaldor, Baron Kaldor؛ ۱۲ مه ۱۹۰۸ – ۳۰ سپتامبر ۱۹۸۶) اقتصاددان دانشگاه کمبریج در دوره پس از جنگ بود. وی معیارهای «جبران» به نام کارایی کالدور هیکس را برای مقایسه‌های رفاهی (۱۹۳۹) توسعه داد، مدل تار عنکبوت را استخراج کرد و در مورد برخی از قوانین قابل مشاهده در رشد اقتصادی بحث کرد، که به آنها قوانین رشد کالدور گفته می‌شود.
کالدور در کنار گونار میردال برای ایجاد مفهوم اصلی «علت تجمعی دایره‌ای» کار کرد، یک رویکرد چند علتی که در آن متغیرهای اصلی و پیوندهای آنها مشخص شده‌است. میردال و کالدور روابط دایره ای را بررسی می‌کنند، جایی که وابستگی متقابل بین عوامل نسبتاً قوی است و متغیرها در تعیین فرایندهای اصلی به هم پیوند می‌خورند. گونار میردال این ایده را از کنوت ویکسل گرفت و آن را در کنار نیکلاس کالدور توسعه داد وقتی که آنها در کمیسیون اقتصادی سازمان ملل برای اروپا کار می‌کردند. میردال بر جنبه تأمین اجتماعی توسعه متمرکز شد، در حالی که کالدور بر روابط تقاضا و عرضه با بخش تولید تمرکز داشت. کالدور همچنین اصطلاح «بازده راحتی» مربوط به بازارهای کالا و اصطلاحاً تئوری ذخیره‌سازی را ابداع کرد که در ابتدا توسط هولبروک ورکینگ توسعه یافت.

## بیوگرافی
کالدور میکلوس در بوداپست متولد شد و در آنجا تحصیل کرد، همچنین در برلین و در مدرسه اقتصاد لندن، جایی که در سال ۱۹۳۰ با درجه یک اقتصاد (BSc) فارغ‌التحصیل شد و پس از آن به عنوان دستیار مدرس و اقتصادخوان بین سالهای ۱۹۴۳ و ۱۹۴۵ کالدور در انستیتوی ملی تحقیقات اقتصادی و اجتماعی کار می‌کرد و در سال ۱۹۴۷ از مدرسه علوم اقتصادی و سیاسی لندن استعفا داد تا مدیر تحقیقات و برنامه‌ریزی کمیسیون اقتصادی اروپا شود. وی به عنوان بورس تحصیلی در کالج کینگ، کمبریج انتخاب شد و در سال ۱۹۴۹ در دانشکده اقتصاد دانشگاه سخنرانی کرد. وی در سال ۱۹۵۲ به عنوان خواننده اقتصاد و در ۱۹۶۶ به عنوان استاد درآمد.
از سال ۱۹۶۴، کالدور مشاور دولت کارگر انگلیس بود و همچنین به چندین کشور دیگر مشاوره داد و اولین یادداشت‌ها را در مورد ایجاد مالیات بر ارزش افزوده تهیه کرد. کالدور با همکار مجارستانی خود توماس بالوگ، یکی از نویسندگان فکری مالیات استخدام انتخابی کوتاه مدت دولت هارولد ویلسون (SET) که برای تأمین مالیات استخدام در بخش‌های خدمات طراحی شده‌است، در حالی که یارانه اشتغال در تولید را تعیین می‌کند، مورد توجه قرار گرفت. در سال ۱۹۶۶، وی استاد اقتصاد در دانشگاه کمبریج شد. در ۹ ژوئیه ۱۹۷۴، کالدور به عنوان بارون کالدور، از نیوهنهام در شهر کمبریج، به حیوان همتای خود تبدیل شد.
کالدور توسط نخست‌وزیر وقت هند - جواهر لعل نهرو - برای طراحی سیستم مالیات هزینه برای هند در دهه ۱۹۵۰ دعوت شد. وی همچنین در سال ۱۹۸۵ برای افتتاح و ایراد اولین سخنرانی یادبود جوآن رابینسون به مرکز مطالعات توسعه هند (CDS) رفت. به دلیل همین پیوندها، خانواده کالدور کل مجموعه شخصی وی را به کتابخانه CDS اهدا کردند. ۳۶۲ کتاب در این مجموعه وجود دارد و آنها طیف گسترده‌ای از عناوین نظریه اقتصادی، اقتصاد سیاسی کلاسیک، چرخه‌های تجاری و تاریخ اندیشه اقتصادی را در بر می‌گیرند.

## نظریه چرخه تجارت

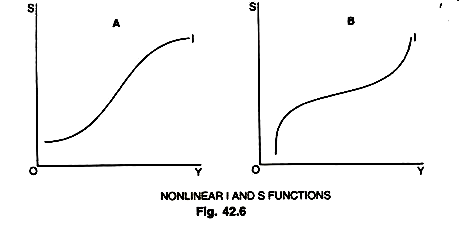
توابع غیر خطی I و S که با رفتارهای مختلف در قسمت‌های مختلف چرخه ایجاد می‌شوند.

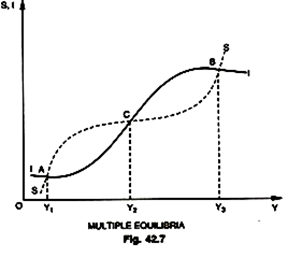
توابع غیر خطی I و S منجر به ایجاد تعادل‌های متعدد و جابجایی می‌شوند.

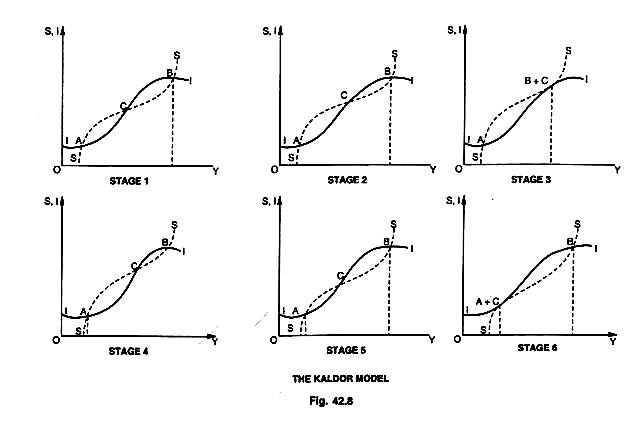
تغییر و تعادل چندگانه منجر به چرخه تجارت شش مرحله ای می‌شود که در آن اقتصاد حول رشد بهینه درآمد نوسان می‌کند و مراحل رونق و رونق را ایجاد می‌کند.

پس از انتشار نظریه عمومی جان مینارد کینز، تلاش‌های زیادی برای ساختن یک مدل چرخه تجاری انجام شد. مدل‌های ساخته شده توسط نئوکینزیایی‌های آمریکایی مانند پاول ساموئلسون ثابت نشد. آنها نمی‌توانند توصیف کنند که چرا یک اقتصاد باید به‌طور پایدار از رکود و رشد بگذرد. جان هیکس نئو کینزیایی انگلیسی با تحمیل سقف‌ها و کف‌های سفت و سخت بر روی مدل، سعی در بهبود نظریه داشت. اما اکثر مردم فکر می‌کردند که این روش ضعیفی برای توضیح چرخه است زیرا به محدودیت‌های ساختگی و برون متکی است. کالدور، در واقع، یک گزارش کاملاً منسجم و کاملاً واقع بینانه از چرخه تجارت در سال ۱۹۴۰ ابداع کرده بود. وی برای ساخت این نظریه از پویایی غیرخطی استفاده کرد. نظریه کالدور مانند نظریه ساموئلسون و هیکس بود زیرا برای درک چرخه از یک مدل شتاب‌دهنده چند برابر استفاده می‌کرد. با این تئوری‌ها متفاوت بود، زیرا کالدور سهام سرمایه را به عنوان تعیین‌کننده مهم چرخه تجارت معرفی کرد. این مطابق با طرح چرخه تجارت کینز در تئوری عمومی بود.
به دنبال کینز، کالدور استدلال کرد که سرمایه‌گذاری به درآمد مثبت و به سهام انباشته منفی بستگی دارد. این ایده که سرمایه‌گذاری به رشد درآمد بستگی مثبت دارد، صرفاً ایده مدل شتاب‌دهنده ای است که معتقد است در دوره‌هایی با رشد درآمد بالا و از این رو رشد تقاضا، سرمایه‌گذاری باید با پیش‌بینی رشد درآمد بالا و رشد تقاضا در آینده افزایش یابد. شهود نهفته در پس رابطه منفی با انباشت سهام سرمایه به این دلیل است که اگر بنگاه‌ها مقدار بسیار زیادی از ظرفیت تولیدی انباشته شده را داشته باشند، تمایل به سرمایه‌گذاری بیشتر ندارند. کالدور در واقع ایده‌های روی هارود دربارهٔ رشد نامتعادل را در نظریه خود ادغام می‌کرد.
در مدل شتاب‌دهنده استاندارد که پشت تئوری‌های چرخه تجارت ساموئلسون و هیکس بود، سرمایه‌گذاری به این ترتیب تعیین شد:
این بیان می‌کند که سرمایه‌گذاری توسط سرمایه‌گذاری برون زا تعیین می‌شود و درآمد عقب افتاده ضریب شتاب‌دهنده ضرب می‌شود. مدل کالدور این مورد را اصلاح کرد تا ضریب منفی سهام سرمایه را شامل شود:
کالدور سپس تصور کرد که توابع سرمایه‌گذاری و پس‌انداز غیر خطی هستند. او استدلال کرد که در قله‌ها و فرورفتگان چرخه، تمایل حاشیه ای برای صرفه جویی در شیفت‌ها به روش‌های مخالف وجود دارد. شهود این مسئله این است که در دوران رکود، مردم پس‌اندازهای خود را کاهش می‌دهند تا سطح زندگی خود را حفظ کنند در حالی که در سطح بالایی از درآمد، مردم نسبت بیشتری از درآمد خود را پس‌انداز می‌کنند. وی همچنین استدلال کرد که در قله‌ها و قله‌های چرخه تمایل حاشیه ای به شیفت سرمایه‌گذاری. شهود این امر این است که در زیر چرخه ظرفیت زیادی وجود خواهد داشت و بنابراین تاجران تمایلی به سرمایه‌گذاری بیشتر نخواهند داشت، در حالی که در اوج چرخه افزایش هزینه‌ها باعث دلسردی سرمایه‌گذاری می‌شود. این پویایی غیرخطی در اقتصاد ایجاد می‌کند که سپس چرخه تجارت را پیش می‌برد.
وقتی کالدور این مولفه‌ها را با هم ترکیب می‌کند، یک مدل شش مرحله ای مشخص از چرخه کسب و کار بدست می‌آوریم. در مرحله اول اقتصاد در موقعیت تعادل قرار دارد. سرمایه‌گذاری در حال انجام است و سهام سرمایه در حال رشد است. در مرحله دوم رشد سهام سرمایه منجر به تغییر در منحنی سرمایه‌گذاری به سمت پایین می‌شود زیرا تاجران تصمیم می‌گیرند که کارخانه‌هایشان بیش از حد پر شود. در مرحله سوم (که با مرحله دوم همپوشانی دارد) رشد بالای درآمد باعث پس‌انداز بیشتر می‌شود که منحنی پس‌انداز را به سمت بالا سوق می‌دهد. در این مرحله دو منحنی مماس می‌شوند و تعادل ناپایدار می‌شود که باعث ایجاد رکود می‌شود. در مرحله چهارم همان پویایی شروع می‌شود اما این بار در جهت مخالف حرکت می‌کند. در مرحله ششم تعادل دوباره ناپایدار است و رونق تولید می‌شود.
کالدور همچنین در نظریه چرخه تجارت به اهمیت توزیع درآمد اشاره کرد. وی فرض کرد که پس‌انداز حاصل از سود بیشتر از پس‌انداز دستمزد است. یعنی استدلال کرد که افراد فقیر (کارگران) تمایل دارند کمتر از افراد ثروتمند (سرمایه داران) پس‌انداز کنند. یا:
کالدور معتقد بود که چرخه تجارت یک سازوکار ذاتی دارد که توزیع مجدد درآمد در طول چرخه را انجام می‌دهد و این نتایج «منفجره» را کاهش می‌دهد. همان‌طور که مشاهده کردیم، در یک روند صعودی دوره ای که سرمایه‌گذاری برنامه‌ریزی شده شروع به پیشی گرفتن از پس‌انداز برنامه‌ریزی شده می‌کند، قیمت‌ها افزایش می‌یابد. کالدور فرض کرد که کسانی که قیمت تعیین می‌کنند قدرت بیشتری نسبت به کسانی که دستمزد تعیین می‌کنند دارند و بنابراین قیمتها سریعتر از دستمزد افزایش می‌یابند. این بدان معناست که سود نیز باید سریعتر از دستمزد افزایش یابد. کالدور استدلال کرد که با توجه به گرایش‌های مختلف پس‌انداز سرمایه داران و کارگران، این امر باعث پس‌انداز بیشتر خواهد شد. سپس این چرخه را تا حدودی کاهش می‌دهد. در رکود اقتصادی یا رکود، کالدور استدلال کرد که قیمت‌ها باید به همان دلایلی که کینز در نظریه عمومی خود آورده، سریعتر از دستمزد کاهش یابد. این بدان معنا بود که با افزایش دستمزد واقعی درآمد به کارگران توزیع می‌شود. این می‌تواند پس‌اندازها را در یک رکود اقتصادی یا رکود کاهش دهد و باعث کاهش چرخه شود.
مدل کالدور انعطاف‌پذیری دستمزد و قیمت را فرض می‌کند. اگر انعطاف‌پذیری دستمزد و قیمت در دسترس نباشد، اقتصاد ممکن است تمایل به تورم دائمی و رو به افزایش یا رکود مداوم داشته باشد. کالدور همچنین در مورد نحوه پاسخگویی دستمزدها و قیمتها هم در تورم و هم در رکود فرضیه‌های قوی ارائه می‌دهد. اگر این فرضیات مدل کالدور را رعایت نکند، ما را به این نتیجه می‌رساند که این چرخه ممکن است جای خود را به تورم یا رکود دائمی و رو به افزایش دهد. نظریه چرخه تجاری غیر خطی کالدور بر دشواری بسیاری از اقتصاددانان با تئوری رشد روی هارود غلبه دارد. بسیاری از اقتصاددانان نئوکینزیایی آمریکا تصور می‌کردند که کار هارود حاکی از آن است که سرمایه‌داری به سمت رشد صفر و بی‌نهایت گرایش پیدا می‌کند و هیچ پویایی وجود ندارد که بتواند آن را کنترل کند. رابرت سلوو، که سرانجام در پاسخ به این مشکلات درک شده، مدل رشد سولو را ایجاد کرد، این دیدگاه را چنین خلاصه کرد:
بخاطر داشته باشید که اولین مقاله Harrod’s در سال ۱۹۳۹ و اولین مقاله Domar در سال ۱۹۴۶ منتشر شد. نظریه رشد، مانند بسیاری دیگر در اقتصاد کلان، محصول رکود دهه ۱۹۳۰ و جنگی بود که سرانجام به آن پایان داد. من هم همین‌طور بودم. با این وجود به نظرم رسید که داستان تعریف شده توسط این مدلها احساس اشتباهی دارد. لشکرکشی از مریخ که با خواندن این ادبیات به زمین می‌آمد انتظار داشت که فقط لاشه سرمایه‌داری را پیدا کند که مدتها پیش خودش را تکه‌تکه کرده بود. تاریخ اقتصادی در واقع رکورد نوسانات و همچنین رشد بود، اما به نظر می‌رسید که اکثر چرخه‌های تجاری خود محدود کننده باشد. رشد پایدار، هر چند آشفته، نادر نبود.
در حقیقت، مقاله کالدور در سال ۱۹۴۰ کاملاً غیر واقعی نشان داده بود. سلوو در حال کار با نظریه غلط و توسعه نیافته چرخه تجارت بود که از ساموئلسون بر عهده گرفته بود. زمانی که سلوو روی نظریه رشد خود کار می‌کرد، اقتصاددانان کمبریج انگلستان قبلاً به‌طور رضایت بخشی نظریه محدود کننده چرخه تجارت را ارائه داده بودند که فکر می‌کردند توصیف معقولی از دنیای واقعی است. این یکی از دلایلی است که اقتصاددانان کمبریج در واکنش به مدل رشد سلوو بسیار خصمانه عمل کرده و در بحث و جدال پایتخت کمبریج در دهه ۱۹۶۰ به آن حمله کردند. ناآگاهی دانش اقتصاددانان آمریکایی از مدل کالدور همچنین توضیح می‌دهد که چرا اقتصاددانان کمبریج پس از کینزی مدل ISLM مورد علاقه نئوکینزی‌های آمریکایی را خام و فاقد دانستند.

## زندگی شخصی
کالدور با کلاریسا گلداسمیت، شخصیتی برجسته در زندگی شهر کمبریج و فارغ‌التحصیل تاریخ از کالج سامرویل، آکسفورد، ازدواج کرد و دارای چهار دختر بود: پنی میلسوم، مشاور سابق کار در لندن از ایسلینگتون، کاتارین هاسکینز، کاندیدای کارگری برای شورای شهر وست مینستر، فرانسیس استوارت، استاد توسعه اقتصادی در دانشگاه آکسفورد و مری کالدور، استاد امنیت انسانی در دانشکده اقتصاد لندن.
وی در پاپ ورث اورارد، کمبریج شایر درگذشت.